# Zakręcona (singel)
Zakręcona – pierwszy singel promujący płytę Zakręcona Reni Jusis. Premiera odbyła się w 1998, pół roku przed wydaniem albumu. Autorami piosenki są Reni oraz Mic Microphone.

## Lista utworów
1. "Zakręcona (radio edit)" - 3:38
2. "Radio F.H.V" - 0:35
3. "Zakręcona (extended)" - 4:35
4. "Zakręcona (instrumental)" - 3:38
5. "Zakręcona (V.O.L.T klub remix)" - 3:33